# Palaeodocosia
Palaeodocosia is een muggengeslacht uit de familie van de paddenstoelmuggen (Mycetophilidae).

## Soorten
- P. alpicola (Strobl, 1895)
- P. flava (Edwards, 1913)
- P. vittata (Coquillett, 1901)